# 감화분청
감화분청(嵌花粉靑)은 청자기의 표면을 상감으로 장식한 분청자기의 한 예이다.

태토(胎土)가 다 마르기 전에 무늬를 조각하고 백토를 메우는 방법이며 고려시대의 상감법 그대로이다.무늬의 선이 고려청자처럼 섬세하고 조심스럽게 되지 않고 조대(粗大)하고 대담해진 점이 특이하다. 따라서 조선시대적인 개혁(改革)과 신선미를 느낄 수 있는 조선도자의 탄생(誕生)으로 볼 수 있는데 고려시대 화청자(畵靑磁)에서와 같은 공간공포증이 없어지고 무늬가 힘차고 자유롭게 기면의 전 공간을 점유하여 신선한 조화와 여유가 느껴진다. 기형은 <합(盒)> <매병> <병> 등이며 무늬는 화문(花紋), 어문(魚紋), 연문(蓮紋)으로 장식되었고 제작연대는 대략 15세기쯤으로 추측된다.